# 巴尔梅
巴尔梅（義大利語：Balme）是意大利皮埃蒙特大区都灵省的一个市镇。该市镇总面积为63.1平方千米，截至2023年1月1日总人口为105人。